# 蠹葉蝶
蠹葉蝶（學名：Doleschallia bisaltide），又名蠹葉蛺蝶、恒春小枯葉蝶、恆春枯葉蝶、秋葉蛺蝶。是一種蛺蝶科的蝴蝶，分布於南亞、東南亞和澳大拉西亞。

## 描述
本種蝶外型獨特，翅形酷似葉片。正面為黃褐色，前翅前緣有明顯黑斑；腹面為黑褐色，基部及近翅緣處散有數枚白點。

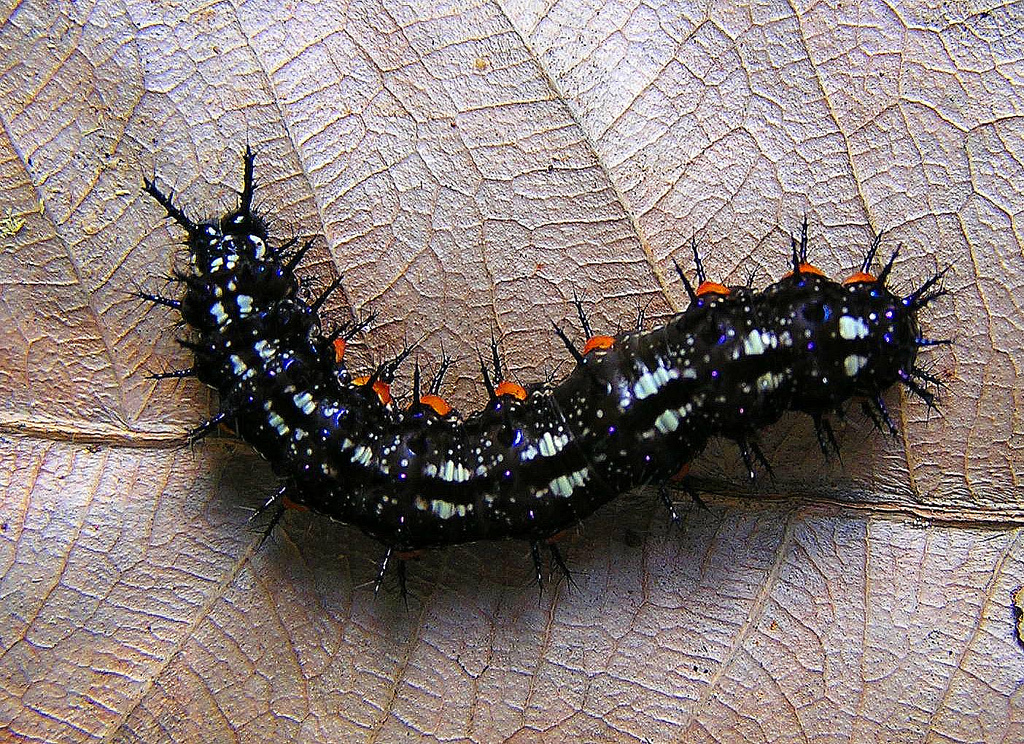
D. bisaltide 第四齡齡期幼蟲

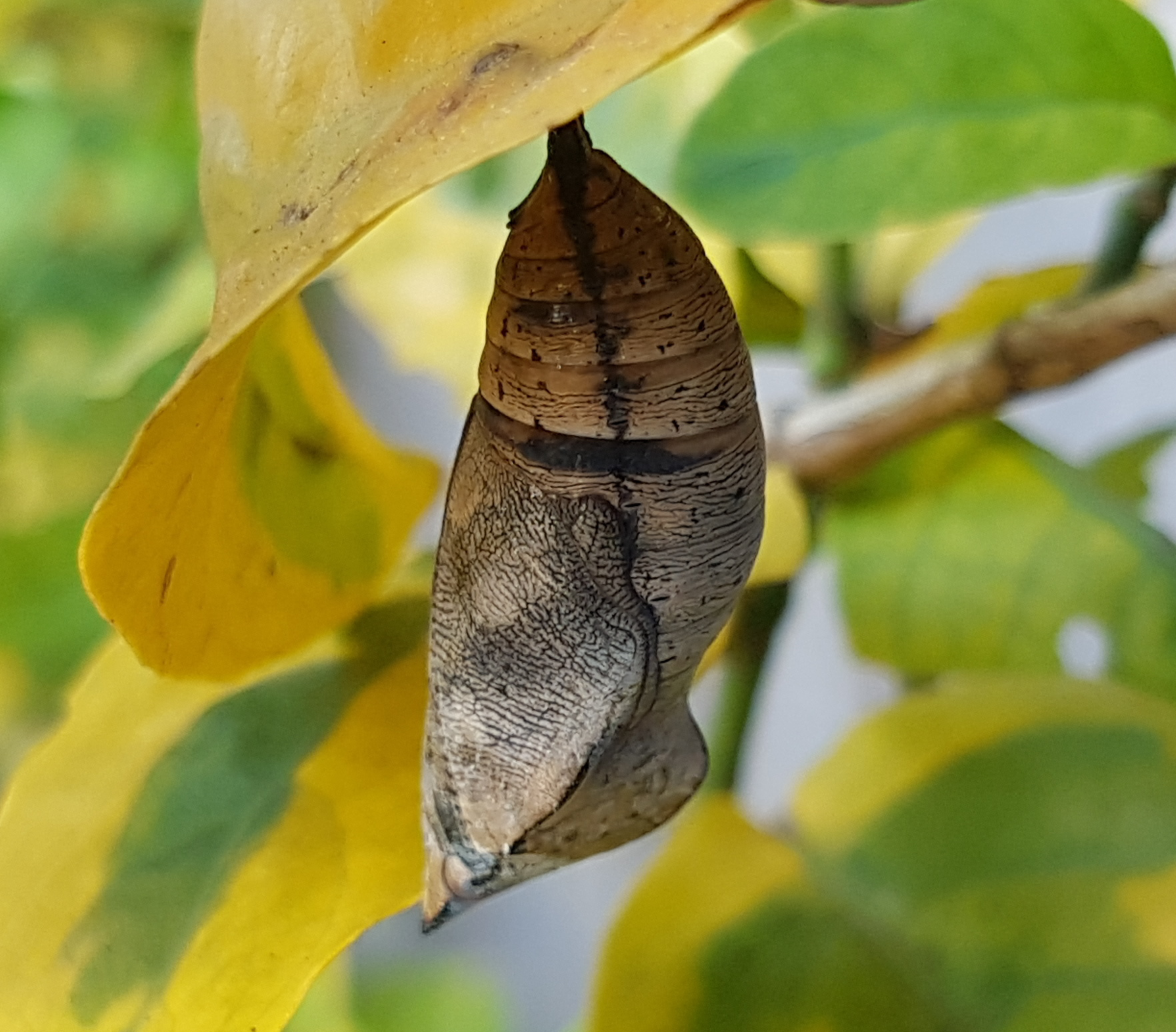
D. bisaltide 蛹

幼蟲為黑色，背部有兩列白色斑點。頭部有一對分枝狀刺；其餘體節每側各有一列背部和側部的藍色分枝刺。蛹為黃色，帶有大量黑斑；中部收縮；頭部突出成兩個尖角。

## 分佈
分布於印度、中南半島、中國西南地區、馬來半島、菲律賓及印尼等地。
非臺灣原產物種，但1962年在恆春及1965年在眉原有發現紀錄，為南部偶見的迷蝶。

## 棲地
本種為臺灣的迷蝶，原產地常見於平地至低海拔山區的森林邊緣、鄉村或公園，喜訪花，幼蟲以爵床科植物為食。ref name=lu />